# Liste de sites fossilifères

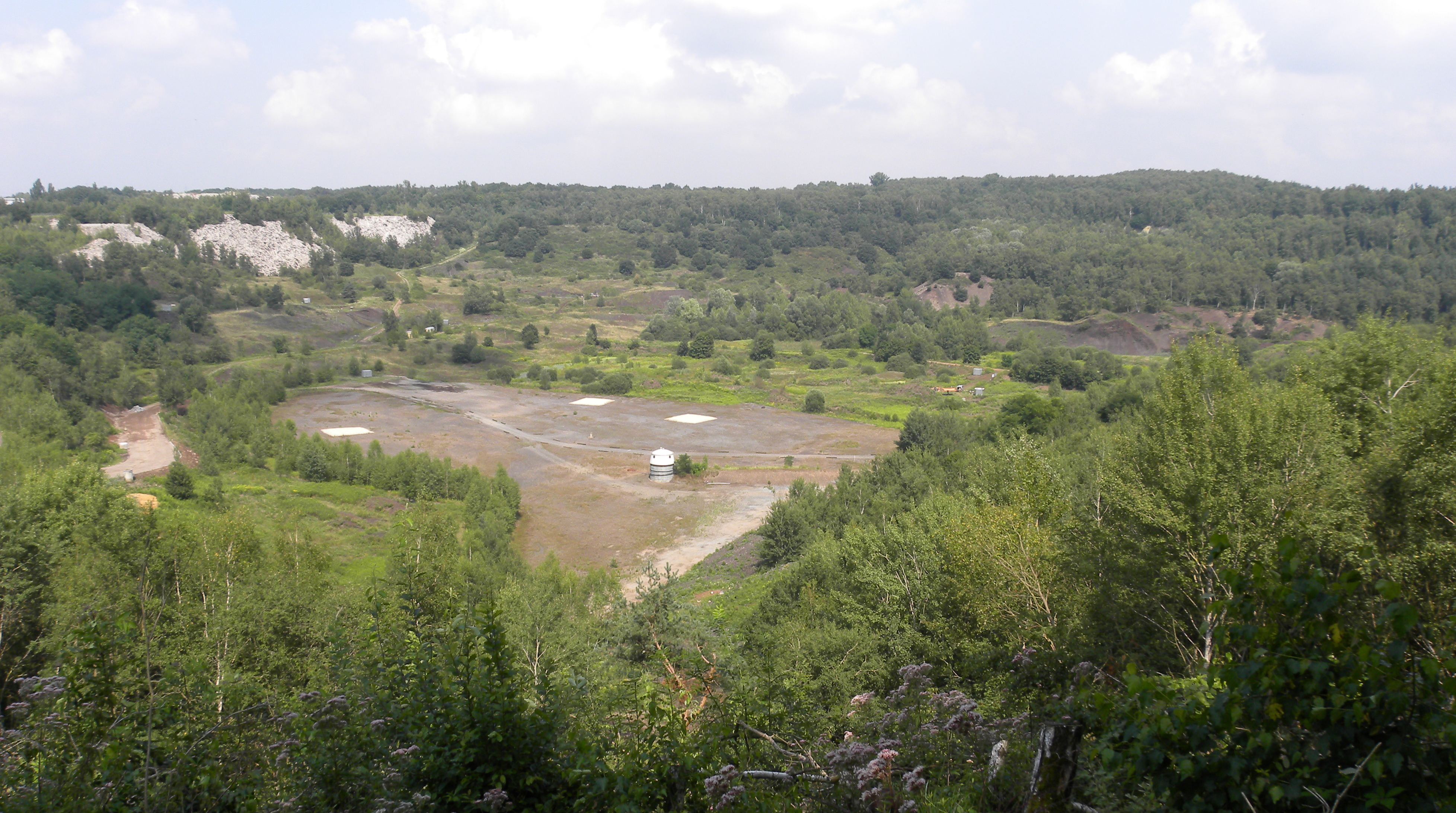
Site fossilifère de Messel classé au Patrimoine mondial de l'UNESCO.

Cette liste de sites fossilifères énumère des localités et sites célèbres pour leur richesse en fossiles.

## Afrique
| Site | Pays/État      | Âge                               |
| --- | -------------- | --------------------------------- |
| Groupe fossile de Franceville | Gabon          | Paléoprotérozoïque                |
| Dépression de l'Afar | Éthiopie       | Pliocène                          |
| Buia | Érythrée       | Pléistocène                       |
| Ahl al Oughlam | Maroc          | Pliocène                          |
| Ameki Formation | Nigeria        | Éocène                            |
| Awash | Éthiopie       | Pliocène                          |
| Formation de Bahariya | Égypte         | Crétacé supérieur                 |
| Sites des hominidés fossiles d’Afrique du Sud - Coopers Cave - Gladysvale Cave - Kromdraai - Makapansgat - Malapa - Motsetsi - Plovers Lake - Sterkfontein - Swartkrans - Taung et autres | Afrique du Sud | Pliocène – Pléistocène            |
| Formation d'Elrhaz | Niger          | Crétacé inférieur                 |
| Hadar | Éthiopie       | Pliocène                          |
| Bouri Formation | Éthiopie       | Pléistocène                       |
| Hoedjiespunt | Afrique du Sud | Pléistocène                       |
| Alnif | Maroc          | Cambrien – Permien                |
| Jebel Irhoud | Maroc          | Pléistocène                       |
| Jebel Qatrani Formation | Égypte         | Éocène – Oligocène                |
| Supergroupe du Karoo - Golden Gate Highlands - Formation de Molteno - Groupe de Beaufort - Formation de Clarens - Formation d'Elliot                                                      | Afrique du Sud | Permien – Jurassique inférieur    |
| Formation de Kirkwood | Afrique du Sud | Crétacé inférieur                 |
| Klasies River Caves | Afrique du Sud | Pléistocène                       |
| Koobi Fora - Allia Bay | Kenya          | Pliocène – Pléistocène            |
| Laetoli | Tanzanie       | Pliocène – Pléistocène            |
| Lothagam - Site mégalithique de Lothagam North | Kenya          | Miocène – Pliocène                |
| Maevarano Formation | Madagascar     | Crétacé supérieur                 |
| Kem Kem | Maroc          | Crétacé supérieur                 |
| Gorges d'Olduvai | Tanzania       | Pliocène                          |
| Omo Kibish Formation (= Kibish Formation) | Éthiopie       | Pliocène – Pléistocène            |
| Orapa | Botswana       | Crétacé supérieur                 |
| Ouled Abdoun | Maroc          | Crétacé, Éocène                   |
| Qasr el Sagha Formation | Égypte         | Éocène                            |
| Rusinga (île) | Kenya          | Miocène                           |
| Shungura Formation | Éthiopie       | Pliocène – Pléistocène inférieur  |
| Tegana Formation | Maroc          | Crétacé inférieur                 |
| Formation de Tendaguru | Tanzanie       | Jurassique supérieur              |
| Usno Formation | Éthiopie       | Pliocène – Pléistocène inférieur  |
| West Coast Fossil Park | Afrique du Sud | Miocène terminal/ Pliocène récent |

## Asie
| Balabansai Formation | Kazakhstan                    | Jurassique supérieur                   |   |        |                  |          |
| Formation de Barun Goyot | Mongolie                      | Crétacé supérieur                      |   |        |                  |          |
| Bayan Shireh Formation | Mongolie                      | Crétacé supérieur                      |   |        |                  |          |
| Baynunah Formation | Émirats arabes unis           | Miocène supérieur                      |   |        |                  |          |
| Formation de Bissekty | Ouzbékistan                   | Crétacé supérieur                      |   |        |                  |          |
| Bostobynskaya Formation (= Bostobe Formation) | Kazakhstan                    | Crétacé supérieur (Turonien–Campanien) |   |        |                  |          |
| Bugti Hills | Pakistan                      | Oligocène                              |   |        |                  |          |
| Chaomidianzi Formation | République populaire de Chine | Crétacé inférieur (Barrémien-Aptien)   |   |        |                  |          |
| Dabeigou Formation | Chine                         | Crétacé                                |   |        |                  |          |
| Dainichi Formation | Japon                         | Pliocène supérieur                     |   |        |                  |          |
| Formation de Tiaojishan | Chine                         | Jurassique ou Crétacé                  |   |        |                  |          |
| Formation de Dashanpu | Chine                         | Jurassique moyen                       |   |        |                  |          |
| Dashuigou Formation | Chine                         | Crétacé inférieur                      |   |        |                  |          |
| Formation de Djadokhta | Mongolie                      | Crétacé supérieur                      |   |        |                  |          |
| Dumugol Formation | Corée                         | Ordovicien inférieur                   |   |        |                  |          |
| Eijnhoro Formation | Chine                         | Crétacé inférieur                      |   |        |                  |          |
| Es Skhul | Israël: Mont Carmel           | Pliocène                               |   |        |                  |          |
| Fangou Formation | Chine                         | Paléocène                              |   |        |                  |          |
| Flaming Cliffs | Mongolie                      | Crétacé                                |   |        |                  |          |
| Couches à poissons du Mont Liban | Liban                         | Crétacé                                |   |        |                  |          |
| Huadian Formation | Chine                         | Éocène                                 |   |        |                  |          |
| Vallée de Hukawng | Birmanie (Myanmar)            | Crétacé supérieur                      |   |        |                  |          |
| Indricotherium Formation | Kazakhstan                    | Oligocène                              |   |        |                  |          |
| Irdin Manha Formation | Mongolie                      | Éocène                                 |   |        |                  |          |
| Iren Dabasu Formation | Chine                         | Crétacé supérieur                      |   |        |                  |          |
| Iwaki Formation | Japon                         | Oligocène inférieur                    |   |        |                  |          |
| Jindong Formation | Corée                         | Crétacé                                |   |        |                  |          |
| Khukhtek Formation | Mongolie                      | Crétacé inférieur                      |   |        |                  |          |
| Kerman | Iran                          | Jurassique                             |   |        |                  |          |
| Kishima Group - Daimyoji Formation - Funazu Formation - Itanoura Formation - Kakinoura Formation - Kishima Formation - Magome Formation - Matsushima Formation - Okinoshima Formation - Oshima Formation | Japon                         | Éocène supérieur / Oligocène inférieur |   |        |                  |          |
| Formation de Kitadani - Carrière de Kitadani | Japon                         | Crétacé inférieur                      |   |        |                  |          |
| Kızılırmak Formation | Turquie: Evren (Ankara)       | Tortonien                              |   |        |                  |          |
| Kota Formation | Inde                          | Jurassique inférieur                   |   |        |                  |          |
| Lac Nojiri - Tategahana | Japon                         | Pléistocène                            |   |        |                  |          |
| Formation de Lameta | Inde                          | Crétacé supérieur                      |   |        |                  |          |
| Lang Trang Grottes | Viêt Nam                      | Pléistocène                            |   |        |                  |          |
| Liang Bua Cave | Indonésie: Florès             | Pléistocène                            |   |        |                  |          |
| Formation de Lufeng | Chine                         | Jurassique                             |   |        |                  |          |
| Xian de Luoping | Chine Yunnan                  | Trias moyen                            |   |        |                  |          |
| Schistes de Maotianshan (Site fossilifère de Chengjiang) | Chine                         | Cambrien                               |   |        |                  |          |
| Masol | Inde                          | Fin du Pliocène                        |   |        |                  |          |
| Homme de Minatogawa | Japon                         | Néogène                                |   |        |                  |          |
| Nagura Formation | Japon                         | Miocène moyen                          |   |        |                  |          |
| Maleri Formation | Inde                          | Trias supérieur                        |   |        |                  |          |
| Formation de Minhe | Chine                         | Crétacé                                |   |        |                  |          |
| Formation de Nemegt | Mongolie                      | Crétacé supérieur                      |   |        |                  |          |
| Homo erectus soloensis | Indonesia                     | Pléistocène                            |   |        |                  |          |
| Oi Formation | Japon                         | Miocène inférieur                      |   |        |                  |          |
| Formation de Pondaung | Birmanie                      | Éocène                                 | - | Qafzeh | Israel: Nazareth | Pliocène |
| Sambungmacan | Indonésie                     | Pléistocène                            |   |        |                  |          |
| Site des premiers hommes de Sangiran | Indonésie                     | Pléistocène                            |   |        |                  |          |
| Formation de Sannine | Liban                         | Crétacé supérieur (Cénomanien)         |   |        |                  |          |
| Shivalik Fossil Park | Inde                          | Pléistocène                            |   |        |                  |          |
| Sao Khua Formation | Thaïlande                     | Crétacé inférieur                      |   |        |                  |          |
| Formation de Shishugou | Chine                         | Jurassique moyen et supérieur          |   |        |                  |          |
| Tabun | Israel                        | Pliocène                               |   |        |                  |          |
| Tham Khuyen grottes | Vietnam                       | Jurassique                             |   |        |                  |          |
| Formation de Tiaojishan | Chine                         | Jurassique moyen                       |   |        |                  |          |
| Trinil | Indonesia : Java (île)        | Pléistocène                            |   |        |                  |          |
| Tuchengzi Formation | Chine                         | Crétacé inférieur                      |   |        |                  |          |
| Tugulu Group | Chine                         | Crétacé inférieur                      |   |        |                  |          |
| Udurchukan Formation | Russie                        | Crétacé supérieur (Maastrichtien ?)    |   |        |                  |          |
| Uhangri Formation | Corée                         | Crétacé supérieur                      |   |        |                  |          |
| Chine | Crétacé inférieur             |                                        |   |        |                  |          |
| « Formation de Wucaiwan », devenue la partie inférieure de la formation de Shishugou | Chine                         | Jurassique moyen                       |   |        |                  |          |
| Wuda | Chine                         | Permien                                |   |        |                  |          |
| Xiagou Formation | Chine                         | Crétacé                                |   |        |                  |          |
| Xinminbao Group (formations de Chijinbao, Digou et Zhonggou) | Chine                         | Crétacé inférieur                      |   |        |                  |          |
| Xiushan Formation | Chine : Guizhou               | Silurien inférieur (Llandovery)        |   |        |                  |          |
| Yamaga Formation | Japon                         | Oligocène supérieur                    |   |        |                  |          |
| Formation de Jiufotang | Chine                         | Crétacé inférieur                      |   |        |                  |          |
| Formation d'Yixian | Chine                         | Crétacé inférieur                      |   |        |                  |          |
| Formation d'Huajiying | Chine                         | Crétacé inférieur                      |   |        |                  |          |
| Yuliangze Formation | Chine                         | Crétacé supérieur                      |   |        |                  |          |
| Yushima Formation (= Tatsunokuchi Formation) | Japon                         | Pliocène inférieur                     |   |        |                  |          |
| Zaza Formation - Baissa | Russie                        | Crétacé inférieur                      |   |        |                  |          |
| Zhongming Formation | Chine                         | Dévonien                               |   |        |                  |          |
| Zhoukoudian | Chine                         | Pléistocène                            |   |        |                  |          |

## Europe
| Site                                           | Pays/État                                         | Âge                                    |
| ---------------------------------------------- | ------------------------------------------------- | -------------------------------------- |
| Aetókremnos                                    | Chypre                                            | Holocène (Mésolithique)                |
| Monte San Giorgio                              | Suisse et Italie                                  | Trias                                  |
| Ana                                            | Espagne                                           | Crétacé supérieur                      |
| Angeac-Charente                                | France                                            | Cénozoïque récent et Crétacé inférieur |
| Atapuerca                                      | Espagne                                           | Pléistocène                            |
| Aust Cliff                                     | Angleterre                                        | Trias                                  |
| Batallones                                     | Espagne                                           | Miocène                                |
| Bembridge Marls                                | Angleterre                                        | Oligocène                              |
| Formation de Borgloon                          | Belgique                                          | Oligocène                              |
| Buñol                                          | Espagne                                           | Miocène                                |
| Formation de Calizas de La Huérguina           | Espagne                                           | Crétacé (Barrémien)                    |
| Ceprano                                        | Italie                                            | Pléistocène                            |
| Isernia La Pineta                              | Italie                                            | Pléistocène                            |
| Baccinello                                     | Italie                                            | Miocène                                |
| Crevillent                                     | Espagne                                           | Miocène                                |
| Site de Crô-Magnon                             | France                                            | Pléistocène                            |
| Grottes de Los Murciélagos                     | Espagne : La Palma (îles Canaries), Îles Canaries | Pléistocène/Holocène                   |
| Site de Dmanissi                               | Géorgie                                           | Pléistocène                            |
| Dob's Linn                                     | Écosse                                            | Frontière Ordovicien-Silurien          |
| Formation de Dorkovo                           | Bulgarie                                          | Zancléen                               |
| Es Pouás                                       | Espagne : Ibiza (Îles Baléares)                   | Pléistocène/Holocène                   |
| Fossil Grove                                   | Écosse                                            | Carbonifère (Serpukhovien)             |
| Formation de Fur                               | Danemark                                          | Yprésien                               |
| Formation de Gauja                             | Estonie et Lettonie                               | Dévonien                               |
| Vallée de Geisel                               | Allemagne                                         | Éocène                                 |
| Gilwern Hill                                   | Pays de Galles                                    | Ordovicien                             |
| Grès à Reptiles                                | France                                            | Crétacé supérieur                      |
| Guimarota                                      | Portugal                                          | Malm                                   |
| Hampstead Formation                            | Angleterre                                        | Oligocène                              |
| Formation de Hațeg                             | Roumanie                                          | Crétacé supérieur                      |
| Ardoises d'Hunsrück                            | Allemagne : Bundenbach                            | Dévonien                               |
| Littoral du Dorset et de l'est du Devon        | Angleterre                                        | Jurassique                             |
| Sables de Kattendijk                           | Belgique                                          | Pliocène                               |
| Kostolac-Viminacium                            | Serbie                                            | Pléistocène                            |
| Kozarnika                                      | Bulgarie                                          | Pléistocène                            |
| Krapina - butte de Hušnjak                     | Croatie                                           | Pléistocène                            |
| La Chapelle-aux-Saints                         | France                                            | Pléistocène                            |
| La Ferrassie                                   | France                                            | Pléistocène                            |
| La Roma                                        | Espagne                                           | Miocène                                |
| Las Hoyas                                      | Espagne                                           | Crétacé                                |
| Grès de Liedena                                | Espagne [Navarre]                                 | Éocène (Priabonien)                    |
| Lo Hueco                                       | Espagne                                           | Crétacé                                |
| Argile de Londres                              | Angleterre                                        | Éocène                                 |
| Formation de Löwenstein                        | Allemagne                                         | Trias supérieur                        |
| Formation de Lourinhã                          | Portugal                                          | Malm                                   |
| Lyme Regis                                     | Angleterre : Dorset                               | Jurassique                             |
| Formation de Maastricht                        | Benelux                                           | Crétacé                                |
| Grotte de Maltravieso                          | Espagne                                           | Pléistocène                            |
| Mauer                                          | Allemagne                                         | Pléistocène                            |
| Site fossilifère de Messel                     | Allemagne                                         | Éocène                                 |
| Monte Bolca                                    | Italie                                            | Éocène                                 |
| Murero                                         | Espagne                                           | Cambrien                               |
| Vallée de Neander - grotte de Kleine Feldhofer | Allemagne                                         | Pléistocène                            |
| Oxford Clay                                    | Angleterre                                        | Jurassique                             |
| Bassin parisien - argile plastique             | France                                            | Éocène inférieur                       |
| Pobitite Kamani                                | Bulgaria                                          | Mésozoïque                             |
| Bontnewydd (en)                                | Pays de Galles                                    | Pléistocène                            |
| Phosphorites du Quercy                         | France                                            | Éocène/Oligocène                       |
| Flore de Rhynie                                | Écosse                                            | Dévonien                               |
| Riodeva                                        | Espagne                                           | Jurassique supérieur                   |
| Formation de Sajóvölgyi                        | Hongrie                                           | Miocène (Serravallien)                 |
| Formation de Sânpetru                          | Roumanie                                          | Crétacé (Maastrichtien)                |
| Sansan                                         | France                                            | Miocène                                |
| Grotte de Santa Ana                            | Espagne                                           | Pléistocène                            |
| Sieblos Dysodil                                | Allemagne                                         | Oligocène                              |
| Calcaire de Solnhofen                          | Allemagne                                         | Jurassique                             |
| Plateau des Turritelles                        | Allemagne : Bade-Wurtemberg                       | Miocène (Burdigalien moyen)            |
| Valdarno supérieur                             | Italie : Toscane                                  | Pléistocène (Villafranchien)           |
| Formation de Valkenburg                        | Belgique                                          | Crétacé                                |
| Donetsk                                        | Ukraine                                           | Carbonifère                            |
| Rozdolné                                       | Ukraine                                           | Dévonien                               |
| Venta del Moro                                 | Espagne                                           | Miocène                                |
| Venta Micena                                   | Espagne                                           | Pliocène                               |
| Wessex Formation                               | Angleterre                                        | Crétacé                                |
| Rochers de Barrande                            | République tchèque                                | Paléozoïque                            |

## Océanie
| Alcoota | Australie : Territoire du Nord                         | Miocène                                  |                            |                                   |          |
| Apex Chert | Australie : Australie-Occidentale (Marble Bar)         | Archéen                                  |                            |                                   |          |
| Bathans Formation | Nouvelle-Zélande : Otago                               | Miocène                                  |                            |                                   |          |
| Bluff Downs | Australie : Queensland                                 | Pliocène                                 |                            |                                   |          |
| Bullock Creek | Australie : Territoire du Nord                         | Miocène                                  |                            |                                   |          |
| Canowindra-Gooloogong | Australie : Nouvelle-Galles du Sud                     | Dévonien                                 |                            |                                   |          |
| Cuddie Springs | Australie : Nouvelle-Galles du Sud                     | Pléistocène                              |                            |                                   |          |
| Curio Bay | Nouvelle-Zélande : Southland                           | Jurassique                               |                            |                                   |          |
| Denmark Hill Insect Bed | Australie : Ipswich (Australie)                        | Trias supérieur                          |                            |                                   |          |
| Dinosaur Cove | Australie : Victoria                                   | Crétacé                                  |                            |                                   |          |
| Dinosaur Dreaming | Australie : Victoria                                   | Crétacé                                  |                            |                                   |          |
| Ditjimanka | Australie : Australie-Méridionale                      | Oligocène                                |                            |                                   |          |
| Collines Ediacara | Australie : Australie-Méridionale (Chaîne de Flinders) | Édiacarien                               |                            |                                   |          |
| Schistes d'Emu Bay | Australie : Australie-Méridionale (Île Kangourou)      | Cambrien                                 |                            |                                   |          |
| Etadunna Formation | Australie : Australie-Méridionale                      | Oligocène/Miocène                        |                            |                                   |          |
| Georgina Basin | Australie : Territoire du Nord, Queensland             | Néoprotérozoïque – Paléozoïque supérieur |                            |                                   |          |
| Gogo Formation | Australie : Australie-Occidentale                      | Dévonien                                 |                            |                                   |          |
| Goldie Chert | Australie : Victoria                                   | Cambrien moyen - supérieur               |                            |                                   |          |
| Grenfell | Australie : Nouvelle-Galles du Sud                     | Dévonien                                 |                            |                                   |          |
| Greta Siltstone Formation | Nouvelle-Zélande                                       | Pliocène                                 |                            |                                   |          |
| Heathcote siltstone | Australie : Victoria                                   | Silurien- Dévonien                       |                            |                                   |          |
| Horseshoe Bay Limestone Downs | Nouvelle-Zélande : Waikato (région)                    | Crétacé                                  |                            |                                   |          |
| Kangaroo Wells | Australie : Territoire du Nord                         |                                          |                            |                                   |          |
| Knocklofty Formation | Australie : Tasmanie                                   | Trias inférieur                          |                            |                                   |          |
| Knowsley East Formation | Australie : Victoria                                   | Cambrien moyen - supérieur               |                            |                                   |          |
| Lac Callabonna | Australie : Australie-Méridionale                      | Pléistocène                              |                            |                                   |          |
| Lac Mungo | Australie : Nouvelle-Galles du Sud                     | Pléistocène                              |                            |                                   |          |
| Lake Ngapakaldi to Lake Palankarinna Fossil Area | Australie : Australie-Méridionale (Désert de Tirari)   | Pliocène                                 |                            |                                   |          |
| Lancefield Swamp | Australie : Victoria                                   | Pléistocène                              |                            |                                   |          |
| Lightning Ridge | Australie : Nouvelle-Galles du Sud                     | Crétacé                                  |                            |                                   |          |
| Mammoth Cave (Margaret River) | Australie : Australie-Occidentale                      | Pléistocène ?                            | Mampuwordu Sands Formation | Australie : Australie-Méridionale | Pliocène |
| Murgon | Australie : Queensland                                 | Éocène                                   |                            |                                   |          |
| Parc national de Naracoorte Caves | Australie : Australie-Méridionale                      | Pléistocène                              |                            |                                   |          |
| Otway Basin - Dutton Way - Pliocène inférieur - Arch site - Miocène moyen - Clifton Banks - Miocène moyen à supérieur - Forsyth's Banks et Fossil rock stack - Pliocène inférieur - Spring Creek - Miocène supérieur à Pliocène inférieur - Kawarren - Oligocène supérieur - Leigh River - Miocène inférieur - Hopkins River - Miocène moyen à supérieur - Gibson's Steps - Bairnsdalian Miocène moyen - Curdie - Balcombian Miocène - Princetown Beach - Oligocène supérieur - Castle Cove - Oligocène inférieur | Australie : Victoria                                   | Chattien - Zancléen                      |                            |                                   |          |
| Pindai Caves | Nouvelle-Calédonie                                     | Holocène                                 |                            |                                   |          |
| Quanbun | Australie : Australie-Occidentale                      | Pliocène/Miocène                         |                            |                                   |          |
| Riversleigh | Australie : Queensland                                 | Oligocène/Miocène                        |                            |                                   |          |
| Talbragar | Australie : Nouvelle-Galles du Sud                     | Jurassique                               |                            |                                   |          |
| Tangahoe Mudstone Formation | Nouvelle-Zélande                                       | Pliocène supérieur                       |                            |                                   |          |
| Tingamarra Fauna | Australie : Queensland (south-east)                    | Éocène inférieur                         |                            |                                   |          |
| Waipara Formation | Nouvelle-Zélande : Canterbury                          | Paleogene                                |                            |                                   |          |
| Wianamatta Series | Australie : Nouvelle-Galles du Sud (Sydney)            | Trias supérieur                          |                            |                                   |          |

## Amérique du Nord
| Site                                                                      | Pays/État                                                            | Âge                                                        |
| ------------------------------------------------------------------------- | -------------------------------------------------------------------- | ---------------------------------------------------------- |
| Agate Fossil Beds National Monument                                       | USA : Nebraska                                                       | Miocène                                                    |
| Aquia Formation                                                           | USA : Maryland et Virginie                                           | Paléocène                                                  |
| Arkona Shale                                                              | Canada : Ontario                                                     | Dévonien                                                   |
| Ash Hollow Formation - Ashfall Fossil Beds                                | USA : Nebraska                                                       | Miocène (Clarendonien)                                     |
| Astoria Formation                                                         | USA : Oregon                                                         | Miocène                                                    |
| Aucilla - Site préhistorique de Page-Ladson                               | USA : Floride                                                        | Pléistocène/Holocène                                       |
| Austin Chalk                                                              | USA : Texas                                                          | Crétacé supérieur                                          |
| Aztec Sandstone                                                           | USA : Nevada, Californie                                             | Jurassique inférieur                                       |
| Bainbridge Formation                                                      | USA : Missouri (État)                                                | Silurien                                                   |
| Formation de Bakken (?)                                                   | USA : Montana, Dakota du Nord et Canada : Saskatchewan               | Dévonien supérieur – Carbonifère inférieur (Mississippien) |
| Beecher's Trilobite Bed                                                   | USA : État de New York                                               | Ordovicien                                                 |
| Bighill Creek Formation                                                   | Canada                                                               | Pléistocène supérieur                                      |
| Big Sandy Formation                                                       | USA : Arizona                                                        | Miocène                                                    |
| Blanco Formation                                                          | USA : Kansas, Texas                                                  | Pliocène/Pléistocène                                       |
| Bobcaygeon Formation                                                      | Canada : Ontario                                                     | Ordovicien                                                 |
| Bone Cabin Quarry                                                         | USA : Wyoming                                                        | Jurassique                                                 |
| Bone Valley Formation                                                     | USA : Floride                                                        | ? Miocène-Pliocène                                         |
| Breathitt Group                                                           | USA : Kentucky                                                       | Pennsylvanien                                              |
| Bridger Formation                                                         | USA : Wyoming                                                        | Éocène                                                     |
| Bromide Formation                                                         | USA : Oklahoma                                                       | Ordovicien supérieur (Sandbien)                            |
| Brule Formation                                                           | USA : Dakota du Sud                                                  | Oligocène                                                  |
| Schistes de Burgess                                                       | Canada : Colombie-Britannique                                        | Cambrien (Albertien)                                       |
| Calvert Formation                                                         | USA : Maryland                                                       | Miocène                                                    |
| Cannonball Formation                                                      | USA : Dakota du Nord                                                 | Paléocène                                                  |
| Cañón del Tule Formation                                                  | Mexique                                                              | Crétacé (Maastrichtien)                                    |
| Formation de Cedar Mountain                                               | USA : Colorado et Utah                                               | Crétacé                                                    |
| Cerro del Pueblo Formation                                                | Mexique                                                              | Crétacé (Campanien)                                        |
| Cerro Grande Formation                                                    | Mexique                                                              | Crétacé (Maastrichtien)                                    |
| Cerro Huerta Formation                                                    | Mexique                                                              | Crétacé (Campanien-Maastrichtien)                          |
| Chandler Bridge Formation                                                 | USA : Caroline du Sud                                                | Oligocène supérieur (Chattien)                             |
| Chazy Formation                                                           | USA : Vermont                                                        | Ordovicien                                                 |
| Chugwater Formation                                                       | USA : Wyoming, Montana, Colorado                                     | Trias supérieur                                            |
| Chuckanut Formation                                                       | USA : Washington                                                     | Éocène                                                     |
| Cincinnatian Group                                                        | USA : Ohio, Indiana, Kentucky                                        | Ordovicien supérieur                                       |
| Clarita Formation                                                         | USA : Oklahoma                                                       | Silurien                                                   |
| John Day Fossil Beds National Monument                                    | USA : Oregon                                                         | Éocène, Oligocène et Miocène                               |
| Clinton Group - Keefer Formation - Rose Hill Formation                    | USA : État de New York, Pennsylvanie, Maryland, Virginie-Occidentale | Silurien                                                   |
| Formation de Cloverly - Como Bluff                                        | USA : Montana, Wyoming                                               | Crétacé inférieur                                          |
| Cobourg Formation                                                         | Canada : Ontario                                                     | Ordovicien                                                 |
| Coon Creek Formation                                                      | USA : Tennessee et État du Mississippi                               | Crétacé (Maastrichtien)                                    |
| Cooper Formation                                                          | USA: Caroline du Sud                                                 | Oligocène supérieur (Chattien)                             |
| Grès du Dakota                                                            | USA : Iowa, Kansas, Minnesota, Nebraska, Wisconsin                   | Crétacé supérieur                                          |
| Decorah Shale - Galena Group                                              | USA : Minnesota et Upper Midwest                                     | Ordovicien                                                 |
| Delorme Formation                                                         | Canada : Yukon                                                       | Silurien-Dévonien                                          |
| Demopolis Chalk Formation                                                 | USA : Alabama, État du Mississippi, Tennessee                        | Crétacé                                                    |
| Formation de Dinosaur Park                                                | Canada : Alberta                                                     | Crétacé (Campanien)                                        |
| Dinosaur National Monument                                                | USA : Colorado et Utah                                               | Jurassique                                                 |
| Dinosaur State Park                                                       | USA : Connecticut                                                    | Jurassique                                                 |
| Driftwood Canyon Provincial Park                                          | Canada : Colombie-Britannique                                        | Éocène                                                     |
| Drumheller, Badlands                                                      | Canada : Alberta                                                     | Mesozoïque                                                 |
| Edson Beds                                                                | USA : Kansas                                                         | Pliocène (Blancan)                                         |
| Ellisdale Fossil Site                                                     | USA : New Jersey                                                     | Crétacé (Campanien)                                        |
| Eutaw Formation                                                           | USA : Alabama, Georgia, État du Mississippi                          | Crétacé                                                    |
| Falls of the Ohio                                                         | USA : Indiana                                                        | Dévonien                                                   |
| Florissant Fossil Beds National Monument                                  | USA : Colorado                                                       | Éocène (Priabonien)                                        |
| Fossil Prairie Park                                                       | USA : Iowa                                                           | Dévonien                                                   |
| Mazon Creek (Francis Creek Shale)                                         | USA : Illinois                                                       | Carbonifère (Pennsylvanien)                                |
| Ghost Ranch                                                               | USA : Nouveau-Mexique                                                | Trias                                                      |
| Glenns Ferry Formation - Hagerman Fossil Beds National Monument           | USA : Idaho                                                          | Pliocène/Pléistocène                                       |
| Glen Rose Formation                                                       | USA : Texas                                                          | Crétacé (Aptien-Albien)                                    |
| Gower Formation                                                           | USA : Iowa                                                           | Silurian                                                   |
| Gray Fossil Site                                                          | USA : Tennessee                                                      | Miocène                                                    |
| Formation de la Green River                                               | USA : Utah, Colorado, et Wyoming                                     | Éocène                                                     |
| Gunflint Chert                                                            | Canada : ouest de l'Ontario & USA : Minnesota (Gunflint Range)       | Archéen supérieur – Protérozoïque inféreieur               |
| Hawthorne Formation                                                       | USA : Caroline du Sud - Floride                                      | Miocène                                                    |
| Formation de Hell Creek                                                   | USA : Montana, Dakota du Nord, Dakota du Sud, et Wyoming             | Crétacé (Maastrichtien)                                    |
| Hilda archaeological site                                                 | Canada : Alberta                                                     |                                                            |
| Hornerstown Formation                                                     | USA : New Jersey                                                     | Crétacé/Paléocène                                          |
| Huerfano Formation                                                        | USA : Colorado                                                       | Éocène                                                     |
| Hungry Hollow Formation                                                   | Canada : Ontario                                                     | Dévonien                                                   |
| Falaises fossilifères de Joggins                                          | Canada : Nouvelle-Écosse                                             | Carbonifère                                                |
| Formation de Judith River                                                 | USA : Montana                                                        | Crétacé (Campanien)                                        |
| Jurassic National Monument                                                | USA : Utah                                                           | Jurassique                                                 |
| Kanawha Formation                                                         | USA: Virginie-Occidentale                                            | Pennsylvanien                                              |
| Formation de Kayenta                                                      | USA : Arizona, Colorado, Nevada et Utah                              | Jurassique                                                 |
| Keasey Formation                                                          | USA : Oregon                                                         | Éocène supérieur / Oligocène inférieur                     |
| Klondike Mountain Formation                                               | USA : Washington                                                     | Éocène (Yprésien)                                          |
| Krukowski Quarry                                                          | USA : Wisconsin                                                      | Cambrien                                                   |
| La Brea Tar Pits                                                          | USA: Californie                                                      | Pléistocène (Rancholabréen)                                |
| Lance Formation (= Lance Creek Fm.)                                       | USA : Dakota du Nord et Wyoming                                      | Crétacé (Maastrichtien)                                    |
| Las Encinas Formation                                                     | Mexique                                                              | Crétacé (Maastrichtien)                                    |
| Las Imágenes Formation                                                    | Mexique                                                              | Crétacé (Maastrichtien)                                    |
| Hadrosaurus Foulkii Leidy Site                                            | USA : New Jersey                                                     | Crétacé                                                    |
| Lennep Formation                                                          | USA : Montana                                                        | Crétacé                                                    |
| Lindsay Formation                                                         | Canada : Ontario                                                     | Ordovicien                                                 |
| Linton Formation                                                          | USA : Ohio                                                           | Carbonifère (Pennsylvanien)                                |
| Lockatong Formation                                                       | USA : New Jersey                                                     | Trias                                                      |
| Ludlow Formation (= Slope Fm.)                                            | USA : Dakota du Nord                                                 | Paléocène : Tiffanien                                      |
| Parc national de Mammoth Cave                                             | USA : Kentucky                                                       | Paléozoïque                                                |
| The Mammoth Site                                                          | USA : Dakota du Sud                                                  | Pléistocène : Rancholabréen                                |
| Manchester Quarry                                                         | USA : Connecticut                                                    | Trias                                                      |
| Manuels River                                                             | Canada : Newfoundland                                                | Cambrien                                                   |
| Mattoon Formation                                                         | USA : Illinois                                                       | Pennsylvanien                                              |
| McAbee Fossil Beds                                                        | Canada: Colombie-Britannique                                         | Éocène                                                     |
| McKenzie Formation                                                        | USA : Virginie-Occidentale                                           | Silurien                                                   |
| Medina Formation                                                          | USA : État de New York et Canada : Ontario                           | Silurien                                                   |
| Melbourne Bone Bed                                                        | USA : Floride                                                        | Pléistocène                                                |
| Parc national de Miguasha                                                 | Canada : Québec                                                      | Dévonien (Famennien)                                       |
| Mooreville Chalk Formation                                                | États-Unis : Alabama et État du Mississippi                          | Crétacé                                                    |
| Monterey Formation                                                        | USA : Californie                                                     | Miocène                                                    |
| Formation de Morrison - Como Bluff                                        | Canada/USA (Grandes Plaines)                                         | Jurassique supérieur                                       |
| Naco Formation                                                            | USA : Arizona                                                        | Pennsylvanien, Desmoinesien                                |
| Nanjemoy Formation                                                        | USA : Virginie                                                       | Éocène                                                     |
| Navesink Formation                                                        | USA : New Jersey                                                     | Crétacé                                                    |
| Niobrara Formation - Smoky Hill Chalk                                     | USA : Kansas, Nebraska                                               | Crétacé                                                    |
| Nye Formation                                                             | USA : Oregon                                                         | Miocène                                                    |
| Ogalalla Formation - Edson Quarry                                         | USA : Kansas, Oklahoma, Texas et Nouveau-Mexique                     | Miocène/Pliocène                                           |
| Formation d'Oldman                                                        | Canada : Alberta                                                     | Crétacé (Campanien)                                        |
| Pamelia Formation - Pont Champlain (Ottawa), Québec side                  | Canada : Québec, Gatineau, Aylmer                                    | Ordovicien                                                 |
| Pikeville Formation                                                       | USA : Kentucky                                                       | Pennsylvanien                                              |
| Pipe Creek Sinkhole                                                       | USA : Indiana                                                        | Pliocène                                                   |
| Pittsburg Bluff Formation                                                 | USA : Oregon                                                         | Éocène supérieur / Oligocène inférieur                     |
| Platteville Limestone                                                     | USA : Minnesota                                                      | Ordovicien                                                 |
| Pocahontas Formation                                                      | USA : Virginie-Occidentale                                           | Pennsylvanien                                              |
| Pocono Formation                                                          | USA : Maryland, Pennsylvanie, Virginie-Occidentale                   | Carbonifère (Mississippien)                                |
| Price West Formation                                                      | USA : Virginie-Occidentale                                           | Mississippien inférieur                                    |
| Puget Group                                                               | USA : Washington                                                     | Éocène supérieur                                           |
| Pungo River Formation - Lee Creek Mine                                    | USA : Caroline du Nord                                               | Miocène                                                    |
| Purgatoire River track site                                               | USA : Colorado                                                       | Jurassique supérieur                                       |
| Quarry Mountain Formation                                                 | USA : Oklahoma                                                       | Silurien                                                   |
| Rancho Nuevo Formation                                                    | Mexique                                                              | Crétacé – Paléocène (Maastrichtien-Danien)                 |
| Red Gulch Dinosaur Tracksite                                              | USA : Wyoming                                                        | Jurassique moyen                                           |
| Rexroad Formation                                                         | USA : Kansas                                                         | Pliocène                                                   |
| Rincón Colorado                                                           | Mexique : Coahuila                                                   | Crétacé                                                    |
| Ripley Formation                                                          | USA : Alabama, Georgia, État du Mississippi, Tennessee               | Crétacé                                                    |
| Rosebud Formation                                                         | USA : Dakota du Sud                                                  | Miocène                                                    |
| Round Mountain Silt                                                       | USA : Californie                                                     | Miocène moyen (Barstovien)                                 |
| Rust Formation - Walcott-Rust quarry                                      | USA : État de New York                                               | Ordovicien supérieur                                       |
| San Diego Formation                                                       | USA : Californie                                                     | Pliocène moyen                                             |
| Schoonmaker Reef et Soldiers' Home Reef                                   | USA : Wisconsin                                                      | Silurien                                                   |
| Sentinel Butte Formation                                                  | USA : Dakota du Nord                                                 | PaléocèneModèle:Verify source                              |
| Sheep Creek Formation                                                     | USA : Nebraska                                                       | Miocène (Hemingfordien supérieur ?)                        |
| St. Clair Limestone                                                       | USA : Arkansas                                                       | Silurien                                                   |
| St. Peter Sandstone                                                       | USA : Minnesota, Missouri (État), Illinois, Nebraska, Dakota du Sud  | Ordovicien                                                 |
| Syracuse Formation                                                        | USA : État de New York                                               | Silurien                                                   |
| Sundance Formation - Como Bluff                                           | USA : Wyoming                                                        | Jurassique supérieur                                       |
| Temblor Formation                                                         | USA : Californie                                                     | Miocène                                                    |
| Tepetate Formation                                                        | Mexique                                                              | Crétacé – Éocène moyen                                     |
| Texas Red Beds                                                            | USA : Texas                                                          | Permien                                                    |
| Thomas Farm                                                               | USA : Floride                                                        | Miocène                                                    |
| Tongue River Formation (= Bullion Creek Fm.) - Wannagan Creek Fossil Site | USA : Dakota du Nord                                                 | Paléocène : Tiffanien                                      |
| Traverse Group (Petoskey)                                                 | USA : Michigan                                                       | Dévonien                                                   |
| Trenton Group                                                             | Canada : Québec                                                      | Ordovicien                                                 |
| Tuscarora Formation                                                       | USA : Pennsylvanie, Maryland, Virginie, Virginie-Occidentale         | Silurien                                                   |
| Formation de Two Medicine                                                 | USA : Montana                                                        | Crétacé (Campanien)                                        |
| Washakie Formation                                                        | USA : Wyoming                                                        | Éocène                                                     |
| Schistes de Wheeler                                                       | USA : Utah                                                           | Cambrien                                                   |
| Whitby Formation                                                          | Canada : Ontario                                                     | Ordovicien                                                 |
| White River Formation                                                     | USA : Colorado                                                       | Éocène supérieur – Oligocène                               |
| Widder Formation                                                          | Canada : Ontario                                                     | Dévonien                                                   |
| Willwood Formation                                                        | USA : Wyoming                                                        | Paléocène/Éocène                                           |
| Woodbine Formation                                                        | USA : Texas                                                          | Crétacé (Cénomanien)                                       |
| Woodbury Formation                                                        | USA : Haddonfield                                                    | Crétacé (Cénomanien)                                       |
| Ziegler Reservoir fossil site ('Snowmastodon')                            | USA : Colorado                                                       | Pléistocène (Illinoien)                                    |
| Parc national de Zion                                                     | USA : Utah                                                           | Trias – Jurassique                                         |
| Zuni Basin                                                                | USA : Nouveau-Mexique                                                | Crétacé                                                    |

## Amérique du Sud
| Site                                                                       | Pays/État                  | Âge                                               |
| -------------------------------------------------------------------------- | -------------------------- | ------------------------------------------------- |
| Abanico Formation - Tinguiririca                                           | Chili                      | Oligocène (Rupélien)                              |
| Acre Conglomerate                                                          | Brésil                     | Miocène supérieur (Huayquérien)                   |
| Formation d'Allen                                                          | Argentine                  | Crétacé supérieur (Campanien – Maastrichtien)     |
| Anacleto Formation                                                         | Argentine                  | Crétacé supérieur (Campanien)                     |
| Andalgala Formation                                                        | Argentine                  | Miocène/Pliocène                                  |
| Bajo de la Carpa Formation                                                 | Argentine                  | Crétacé supérieur (Santonien)                     |
| Bahía Inglesa Formation                                                    | Chili                      | Miocène moyen -Pliocène                           |
| Bauru Basin                                                                | Brésil                     | Crétacé                                           |
| Beauvoir Formation                                                         | Argentine                  | Jurassique supérieur – Crétacé inférieur          |
| Camacho Formation                                                          | Uruguay                    | Miocène                                           |
| Candeleros Formation                                                       | Argentine                  | Crétacé supérieur (Cénomanien)                    |
| Capadare Formation                                                         | Venezuela                  | Miocène moyen                                     |
| Caturrita Formation - Paleorrota                                           | Brésil : Rio Grande do Sul | Trias supérieur (Norien inférieur)                |
| Cerrejón Formation                                                         | Colombie                   | Paléocène                                         |
| Cerro Bandera Formation                                                    | Argentine                  | Miocène                                           |
| Deseado Formation                                                          | Argentine                  | Oligocène                                         |
| Ensenada Formation                                                         | Argentine                  | Pléistocène                                       |
| Huincul Formation                                                          | Argentine                  | Crétacé supérieur (Cénomanin)                     |
| Iratí Formation                                                            | Brésil                     | Permien (Artinskien)                              |
| Formation d'Ischigualasto - parc provincial d'Ischigualasto                | Argentine                  | Trias                                             |
| Ituzaingó Formation                                                        | Argentine                  | Miocène supérieur (Huayquerien)                   |
| Jaguel Formation                                                           | Argentine                  | Crétacé supérieur/Danien (Maastrichtien – Danien) |
| La Matilde Formation - Cerro Cuadrado Petrified Forest                     | Argentine                  | Dogger à Malm (Bathonien – Oxfordien)             |
| Las Curtiembres Formation                                                  | Argentine                  | Crétacé supérieur (Campanien)                     |
| Lecho Formation                                                            | Argentine                  | Crétacé supérieur (Maastrichtien)                 |
| Lemaire Formation                                                          | Argentine                  | Jurassique supérieur                              |
| Leticia Formation                                                          | Argentine                  | Éocène (Bartonien)                                |
| Lisandro Formation (= Cerro Lisandro Fm.)                                  | Argentine                  | Crétacé supérieur (Cénomanien – Turonien)         |
| Lohan Cura Formation                                                       | Argentine                  | Crétacé inférieur (Aptien – Albien)               |
| Formation de Los Colorados                                                 | Argentine                  | Trias supérieur (Norien)                          |
| Mangrullo Formation                                                        | Uruguay                    | Permien (Artinskien)                              |
| Monument naturel Cueva del Milodón                                         | Chili                      | Pléistocène                                       |
| Olmedo Formation                                                           | Argentine                  | Paléocène                                         |
| Quinriquina Formation                                                      | Chili                      | Crétacé                                           |
| Paja Formation                                                             | Colombie                   | Mésozoïque                                        |
| Panguipulli Formation - Licán Ray - Punta Peters (5 km est de Panguipulli) | Chili                      | Trias                                             |
| Patagonia Molasses                                                         | Argentine                  | Miocène                                           |
| Pilauco Bajo                                                               | Chili                      | Pléistocène                                       |
| Pinturas Formation                                                         | Argentine                  | Miocène (Burdigalien – Langhien)                  |
| Pisco Formation                                                            | Pérou                      | Miocène supérieur / Pliocène inférieur            |
| Plottier Formation                                                         | Argentine                  | Crétacé supérieur (Coniacien – ? Santonien)       |
| Portezuelo Formation                                                       | Argentine                  | Crétacé supérieur (Turonien – Coniacien)          |
| Puerto Madryn Formation                                                    | Argentine                  | Miocène supérieur                                 |
| Punta Cactus Formation                                                     | Argentine                  | Éocène                                            |
| Rio Colorado Formation - Auca Mahuevo                                      | Argentine                  | Crétacé                                           |
| Roca Formation                                                             | Argentine                  | Paléocène                                         |
| San Julian Formation                                                       | Argentine                  | Éocène/Oligocène                                  |
| Santa Cruz Formation                                                       | Argentine                  | Miocène                                           |
| Formation Santana - Crato Member                                           | Brésil                     | Crétacé                                           |
| Formation de Santa Maria - Paleorrota                                      | Brésil : Rio Grande do Sul | Trias moyen – Trias supérieur (Ladinien-Carnien)  |
| Santo Domingo Formation - Cuesta Santo Domingo                             | Chili                      | Miocène                                           |
| Sâo José de Itaboraí basin                                                 | Brésil                     | Paléocène supérieur (Itaboraien)                  |
| Sloggett Formation                                                         | Argentine                  | Éocène supérieur / Oligocène inférieur            |
| Solimões Formation                                                         | Brésil                     | Miocène supérieur/Pliocène inférieur              |
| Toca de Boa Vista Caves                                                    | Brésil                     | Pléistocène                                       |
| Touro Passo Formation                                                      | Brésil : Rio Grande do Sul | Pléistocène supérieur – Holocène                  |
| Tralcán Formation - Tralcán                                                | Chili                      | Trias                                             |
| Tunal Formation                                                            | Argentine                  | Paléocène                                         |
| Urumaco Formation - Urumaco (Venezuela)                                    | Venezuela                  | Miocène                                           |
| Villavieja Formation - La Venta                                            | Colombie                   | Miocène                                           |
| Yacoraite Formation                                                        | Argentine                  | Crétacé supérieur/Danien (Maastrichtien – Danien) |
| Yahgan Formation                                                           | Argentine                  | Crétacé inférieur                                 |

## Antarctique
| Site                                                     | Âge                                                              |
| -------------------------------------------------------- | ---------------------------------------------------------------- |
| Cross Valley Formation - Île Seymour                     | Paléocène supérieur                                              |
| Formation de Hanson                                      | Trias                                                            |
| Formation de Fremouw                                     | Trias                                                            |
| Formation de Hanson                                      | Jurassique inférieur                                             |
| La Meseta Formation - Île Seymour                        | Éocène                                                           |
| López de Bertodano Formation - Île Seymour - Vega Island | Crétacé supérieur – Paléocène inférieur (Maastrichtien – Danien) |
| Nordenskjöld Formation - Longing Peninsula               | Jurassique                                                       |
| Formation de Hanson                                      | Jurassique moyen                                                 |
| Formation de Santa Marta - Île James-Ross                | Crétacé supérieur                                                |
| Snow Hill Island Formation - Île James-Ross              | Crétacé supérieur                                                |
| Sobral Formation (en) - Île Seymour                      | Paléocène inférieur (Danien)                                     |
| Thrinaxodon Col - Cumulus Hills                          | Trias                                                            |